# Aquilônia
Se procura a cidade italiana, veja Aquilonia
Aquilônia é um reino fictício criado por Robert E. Howard como parte dos países da Era Hiboriana, protagonizada por Conan, o Bárbaro. Sua capital era a reluzente e altiva cidade de Tarantia. Conan, eventualmente, se tornaria rei da nação, considerada a maior daquele mundo fictício. Corresponderia à atual França e se tornou o maior e mais altivo império da Era Hiboriana, conquistando ou tornando tributárias diversas outras nações, tais como Argos, Ophir, Corinthia e até mesmo Shem. Sua grande rival era a vizinha e culta Nemédia, que sobreviveu ainda por muito tempo após a destruição do grande império. Era uma das  nações mais poderosas da Era Hiboriana, com um nível cultural muito avançado e com fronteiras de uma estabilidade comparável ao reino de Hiperbórea.
Aquilonia estava composta por várias províncias, das quais, as mais importantes eram:
- Poitain ao sul, tinham muito contato com os zíngaros, seus vizinhos
- Gunderlândia ao Norte, com uma cultura mais fiel à das tribos hibóreas originais
- Attalus ao sudeste, grandes comerciantes
- Bossônia ao Oeste, a qual algumas vezes gozou de independencia

O panteão aquiloniano estava regido por Mitra, que não exigia sacrificios humanos.
O exército do país era de origens diversas, mas o grosso era composto de:
- Cavalaria pesada
- Lanceiros e piqueiros da Gunderlândia
- Arqueiros bossonianos

## Aquilonia e o desaparecimento daEra Hiboriana
O papel da Aquilônia na queda dos povos hiborianos foi decisivo, já que sua política imperialista e opressora causou grande descontentamento entre seus súditos, entre eles os bossonianos. De fato, quinhentos anos após o Rei Conan, a Aquilônia teria sido totalmente varrida do mapa pela arrogância de seus imperadores em não proteger sua fronteira oeste e massacrar os bossonianos, antiga raça de habilidosos arqueiros que protegiam a Aquilônia em face destes terem abandonado a campanha militar contra a Nemédia para socorrer seu povo das investidas pictas. De fato, os bossonianos, segundo Robert E. Howard, eram o único obstáculo ao avanço dos pictos, sendo que, após serem traiçoeiramente massacrados pelas tropas imperiais aquilonianas, não havendo mais o obstáculo dos valentes bossonianos, criou-se um vazio defensivo e os pictos invadiram em levas e mais levas o poderoso império, ceifando a vida de quase toda a população da Aquilônia em seu caminho, alterando drasticamente os rumos da história da Era Hiboriana, fato que se consolidou com o recrudescimento da Era Glacial. Por um bom tempo o território da Aquilônia ficou em posse do Império Picto, o qual cambaleou ante as investidas dos hirkanianos, cimérios, aesires e vanires. Para a ficcção de Howard, a atual França é o que restou da Aquilônia.
Provavelmente Howard encontrou a inspiração para o nome na Comuna Italiana Aquilônia, onde em 293 a.C. os Sanmitas foram derrotados pelos romanos na Guerras Sanmitas.